# Revolution Radio Tour
Il Revolution Radio Tour è stata una tournée intrapresa dalla band punk rock Green Day dal 2016 al 2017 per promuovere l'album Revolution Radio.

## Date
Il tour si è articolato in otto fasi. La prima fase ha avuto luogo in Nord America dal 26 settembre al 26 ottobre 2016 nei teatri. La seconda è consistita in due concerti nel dicembre 2016 in Nord America. La terza e la quarta fase si sono tenute rispettivamente in Europa e in Nord America fra gennaio e aprile 2017 in teatri di maggiore capienza. La quinta si è tenuta in Oceania, nelle arene di Australia e Nuova Zelanda, fino al 14 maggio 2017. La sesta fase si è tenuta in occasione di festival musicali, in luoghi esterni e in arene all'interno in giugno e luglio 2017. La settima è stata in Nord America, sia in luoghi esterni che all'interno, e l'ottava e ultima fase ha avuto luogo in America del Sud a novembre 2017.
Il 18 settembre la band ha cancellato o rinviato le prime quattro date del tour nordamericano, originariamente previste dal 20 al 24 settembre 2016, a causa di un virus che ha colpito i membri della band e dell'entourage.
| Data                 | Città                       | Paese           | Luogo                                    |
| -------------------- | --------------------------- | --------------- | ---------------------------------------- |
| Fase 1: Nord America |                             |                 |                                          |
| 26 settembre 2016    | Columbus                    | Stati Uniti     | Newport Music Hall                       |
| 28 settembre 2016    | Sayreville                  | Stati Uniti     | Starland Ballroom                        |
| 29 settembre 2016    | Filadelfia                  | Stati Uniti     | Tower Theater                            |
| 1º ottobre 2016      | Boston                      | Stati Uniti     | House of Blues                           |
| 3 ottobre 2016       | Washington                  | Stati Uniti     | 9:30 Club                                |
| 7 ottobre 2016       | New York                    | Stati Uniti     | Rough Trade                              |
| 8 ottobre 2016       | New York                    | Stati Uniti     | Webster Hall                             |
| 17 ottobre 2016      | Los Angeles                 | Stati Uniti     | Hollywood Palladium                      |
| 20 ottobre 2016      | Berkeley                    | Stati Uniti     | UC Theatre                               |
| 23 ottobre 2016      | Chicago                     | Stati Uniti     | Argon Ballroom                           |
| 24 ottobre 2016      | Detroit                     | Stati Uniti     | The Fillmore Detroit                     |
| 26 ottobre 2016      | St. Louis                   | Stati Uniti     | The Pageant                              |
| Fase 2: Nord America |                             |                 |                                          |
| 10 dicembre 2016     | Oakland                     | Stati Uniti     | Oracle Arena                             |
| 11 dicembre 2016     | Inglewood (California)      | Stati Uniti     | The Forum                                |
| Fase 3: Europa       |                             |                 |                                          |
| 10 gennaio 2017      | Torino                      | Italia          | PalaAlpitour                             |
| 11 gennaio 2017      | Firenze                     | Italia          | Nelson Mandela Forum                     |
| 13 gennaio 2017      | Bologna                     | Italia          | Unipol Arena                             |
| 14 gennaio 2017      | Milano                      | Italia          | Mediolanum Forum                         |
| 16 gennaio 2017      | Zurigo                      | Svizzera        | Hallenstadion                            |
| 18 gennaio 2017      | Mannheim                    | Germania        | SAP Arena                                |
| 19 gennaio 2017      | Berlino                     | Germania        | Mercedes-Benz Arena                      |
| 21 gennaio 2017      | Cracovia                    | Polonia         | Tauron Arena Kraków                      |
| 22 gennaio 2017      | Praga                       | Repubblica Ceca | Tipsport Arena                           |
| 25 gennaio 2017      | Oslo                        | Norvegia        | Oslo Spektrum                            |
| 27 gennaio 2017      | Stoccolma                   | Svezia          | Ericsson Globe                           |
| 28 gennaio 2017      | Malmö                       | Svezia          | Malmö Arena                              |
| 30 gennaio 2017      | Colonia                     | Germania        | Lanxess Arena                            |
| 31 gennaio 2017      | Amsterdam                   | Paesi Bassi     | Ziggo Dome                               |
| 2 febbraio 2017      | Bruxelles                   | Belgio          | Forest National                          |
| 3 febbraio 2017      | Parigi                      | Francia         | AccorHotels Arena                        |
| 5 febbraio 2017      | Leeds                       | Inghilterra     | First Direct Arena                       |
| 6 febbraio 2017      | Manchester                  | Inghilterra     | Manchester Evening News Arena            |
| 8 febbraio 2017      | Londra                      | Inghilterra     | The O2 Arena                             |
| Fase 4: Nord America |                             |                 |                                          |
| 1 marzo 2017         | Phoenix                     | Stati Uniti     | Talking Stick Resort Arena               |
| 2 marzo 2017         | El Paso                     | Stati Uniti     | El Paso County Coliseum                  |
| 4 marzo 2017         | Dallas                      | Stati Uniti     | American Airlines Center                 |
| 5 marzo 2017         | Houston                     | Stati Uniti     | Toyota Center                            |
| 7 marzo 2017         | Tulsa                       | Stati Uniti     | BOK Center                               |
| 8 marzo 2017         | North Little Rock           | Stati Uniti     | Verizon Arena                            |
| 10 marzo 2017        | Duluth (Georgia)            | Stati Uniti     | Infinite Energy Arena                    |
| 12 marzo 2017        | Norfolk (Virginia)          | Stati Uniti     | Ted Constant Convocation Center          |
| 13 marzo 2017        | Washington                  | Stati Uniti     | Capital One Arena                        |
| 15 marzo 2017        | New York                    | Stati Uniti     | Barclays Center                          |
| 17 marzo 2017        | Worcester (Massachusetts)   | Stati Uniti     | DCU Center                               |
| 19 marzo 2017        | London                      | Canada          | Budweiser Gardens                        |
| 20 marzo 2017        | Hamilton                    | Canada          | FirstOntario Centre                      |
| 22 marzo 2017        | Montréal                    | Canada          | Centre Bell                              |
| 23 marzo 2017        | Québec (città)              | Canada          | Videotron Centre                         |
| 25 marzo 2017        | Pittsburgh                  | Stati Uniti     | Petersen Events Center                   |
| 27 marzo 2017        | Detroit                     | Stati Uniti     | Joe Louis Arena                          |
| 28 marzo 2017        | Champaign                   | Stati Uniti     | State Farm Center                        |
| 30 marzo 2017        | Green Bay (Wisconsin)       | Stati Uniti     | Resch Center                             |
| 1 aprile 2017        | Saint Paul                  | Stati Uniti     | Xcel Energy Center                       |
| 3 aprile 2017        | Des Moines                  | Stati Uniti     | Wells Fargo Arena                        |
| 5 aprile 2017        | Broomfield (Colorado)       | Stati Uniti     | 1stBank Center                           |
| 7 aprile 2017        | Paradise (Nevada)           | Stati Uniti     | MGM Grand Garden Arena                   |
| 8 aprile 2017        | San Diego                   | Stati Uniti     | Valley View Casino Center                |
| Fase 5: Oceania      |                             |                 |                                          |
| 30 aprile 2017       | Perth                       | Australia       | Perth Arena                              |
| 3 maggio 2017        | Adelaide                    | Australia       | Adelaide Entertainment Centre            |
| 5 maggio 2017        | Melbourne                   | Australia       | Rod Laver Arena                          |
| 6 maggio 2017        | Melbourne                   | Australia       | Rod Laver Arena                          |
| 8 maggio 2017        | Brisbane                    | Australia       | Brisbane Entertainment Centre            |
| 10 maggio 2017       | Sydney                      | Australia       | Allphones Arena                          |
| 11 maggio 2017       | Sydney                      | Australia       | Allphones Arena                          |
| 13 maggio 2017       | Auckland                    | Nuova Zelanda   | Vector Arena                             |
| 14 maggio 2017       | Auckland                    | Nuova Zelanda   | Vector Arena                             |
| Fase 6: Europa       |                             |                 |                                          |
| 4 giugno 2017        | Landgraaf                   | Paesi Bassi     | Megaland Park                            |
| 6 giugno 2017        | Lubiana                     | Slovenia        | Arena Stožice                            |
| 7 giugno 2017        | Monaco di Baviera           | Germania        | Olympiahalle                             |
| 9 giugno 2017        | Interlaken                  | Svizzera        | Aeroporto di Interlaken                  |
| 11 giugno 2017       | Parigi                      | Francia         | Base aerea di Brétigny-sur-Orge          |
| 12 giugno 2017       | Esch-sur-Alzette            | Lussemburgo     | Rockhal                                  |
| 14 giugno 2017       | Lucca                       | Italia          | Piazza Napoleone (Lucca Summer Festival) |
| 15 giugno 2017       | Monza                       | Italia          | Autodromo nazionale di Monza             |
| 17 giugno 2017       | Nickelsdorf                 | Austria         | Pannonia Fields                          |
| 18 giugno 2017       | Budapest                    | Ungheria        | László Papp Budapest Sports Arena        |
| 21 giugno 2017       | Göteborg                    | Svezia          | Scandinavium                             |
| 23 giugno 2017       | Scheeßel                    | Germania        | Eichenring                               |
| 24 giugno 2017       | Tuttlingen                  | Germania        | Neuhausen ob Eck Airfield                |
| 28 giugno 2017       | Belfast                     | Regno Unito     | Ormeau Park                              |
| 29 giugno 2017       | Dublino                     | Irlanda         | Royal Hospital Kilmainham                |
| 1º luglio 2017       | Londra                      | Regno Unito     | Hyde Park                                |
| 3 luglio 2017        | Sheffield                   | Regno Unito     | Sheffield Arena                          |
| 7 luglio 2017        | Madrid                      | Spagna          | Caja Mágica                              |
| Fase 7: Nord America |                             |                 |                                          |
| 1 agosto 2017        | Auburn (Washington)         | Stati Uniti     | White River Amphitheatre                 |
| 2 agosto 2017        | Portland                    | Stati Uniti     | Moda Center                              |
| 5 agosto 2017        | Oakland                     | Stati Uniti     | Alameda County Coliseum                  |
| 7 agosto 2017        | West Valley City            | Stati Uniti     | USANA Amphitheatre                       |
| 9 agosto 2017        | Greenwood Village           | Stati Uniti     | Fiddler's Green Amphitheatre             |
| 11 agosto 2017       | Kansas City (Missouri)      | Stati Uniti     | Sprint Center                            |
| 12 agosto 2017       | Omaha                       | Stati Uniti     | CHI Health Center Omaha                  |
| 14 agosto 2017       | Maryland Heights            | Stati Uniti     | Hollywood Casino Amphitheatre            |
| 16 agosto 2017       | Noblesville                 | Stati Uniti     | Ruoff Home Mortgage Music Center         |
| 18 agosto 2017       | Toronto                     | Canada          | Budweiser Stage                          |
| 20 agosto 2017       | Cincinnati                  | Stati Uniti     | Riverbend Music Center                   |
| 21 agosto 2017       | Cuyahoga Falls              | Stati Uniti     | Blossom Music Center                     |
| 24 agosto 2017       | Chicaco                     | Stati Uniti     | Wrigley Field                            |
| 26 agosto 2017       | Darien (New York)           | Stati Uniti     | Six Flags Darien Lake                    |
| 28 agosto 2017       | Mansfield (Massachusetts)   | Stati Uniti     | Xfinity Center                           |
| 29 agosto 2017       | Hartford                    | Stati Uniti     | Xfinity Theatre                          |
| 31 agosto 2017       | Camden (New Jersey)         | Stati Uniti     | BB&T Pavilion                            |
| 1 settembre 2017     | Raleigh (Carolina del Nord) | Stati Uniti     | Coastal Credit Union Music Park          |
| 3 settembre 2017     | West Palm Beach             | Stati Uniti     | Coral Sky Amphitheatre                   |
| 5 settembre 2017     | Tampa                       | Stati Uniti     | MidFlorida Credit Union Amphitheatre     |
| 6 settembre 2017     | Orange Beach                | Stati Uniti     | The Wharf Amphitheater                   |
| 8 settembre 2017     | Austin                      | Stati Uniti     | Circuito delle Americhe                  |
| 9 settembre 2017     | San Antonio                 | Stati Uniti     | AT&T Center                              |
| 11 settembre 2017    | Albuquerque                 | Stati Uniti     | Isleta Amphitheater                      |
| 13 settembre 2017    | Chula Vista                 | Stati Uniti     | North Island Credit Union Amphitheatre   |
| 16 settembre 2017    | Pasadena (California)       | Stati Uniti     | Rose Bowl                                |
| 17 settembre 2017    | New York                    | Stati Uniti     | Central Park                             |
| Fase 8: Sud America  |                             |                 |                                          |
| 1 novembre 2017      | Rio de Janeiro              | Brasile         | Jeunesse Arena                           |
| 3 novembre 2017      | San Paolo                   | Brasile         | Arena Anhembi                            |
| 5 novembre 2017      | Curitiba                    | Brasile         | Pedreira Paulo Leminski                  |
| 7 novembre 2017      | Porto Alegre                | Brasile         | Estádio Beira-Rio                        |
| 10 novembre 2017     | Buenos Aires                | Argentina       | Stadio José Amalfitani                   |
| 12 novembre 2017     | Santiago del Cile           | Cile            | Estadio Bicentenario de La Florida       |
| 14 novembre 2017     | Lima                        | Perù            | Estadio Universidad San Marcos           |
| 17 novembre 2017     | Bogotà                      | Colombia        | Simón Bolívar Park                       |
| 19 novembre 2017     | Città del Messico           | Messico         | Autodromo Hermanos Rodríguez             |

### Date cancellate
- 20 settembre 2016 – The Pageant, St. Louis, Stati Uniti (riprogrammata per il 26 ottobre 2016)[1][2]
- 21 settembre 2016 – Aragon Ballroom in Chicago, Stati Uniti (riprogrammata per il 23 ottobre 2016)[1][2]
- 23 settembre 2016 – World Cup of Hockey Fan Village, Toronto, Canada (cancellata)[1]
- 24 settembre 2016 – The Fillmore Detroit, Detroit, Stati Uniti  (riprogrammata per il 24 ottobre 2016)[1][2]
- 21 giugno 2017 – Slottsskogsvallen, Gothenburg, Svezia (sede spostata a Scandinavium)
- 4 luglio 2017 – Bellahouston Park, Glasgow, Regno Unito (cancellata)
- 8 settembre 2017 – AT&T Center, San Antonio, Stati Uniti (riprogrammata per il 9 settembre 2017)
- 9 settembre 2017 – Austin360 Amphitheater, Austin, Stati Uniti (riprogrammata per l'8 settembre 2017)
- 15 novembre 2017 – Estadio Nacional, Lima, Perù (sede spostata a Estadio Universidad San Marcos)
- 15 novembre 2017 – Estadio Universidad San Marcos, Lima, Perù (riprogrammata per il 14 novembre 2018)

## Scaletta
1. Know Your Enemy
2. Bang Bang
3. Revolution Radio
4. Holiday
5. Letterbomb
6. Boulevard of Broken Dreams
7. Longview
8. Youngblood
9. Nice Guys Finish Last
10. Hitchin' a Ride
11. Christie Road
12. Burnout
13. When I Come Around
14. Scattered
15. Minority
16. Waiting
17. Are We the Waiting
18. St. Jimmy
19. Knowledge (Operation Ivy cover)
20. Basket Case
21. She
22. King for a Day
23. Shout/(I Can't Get No) Satisfaction/Hey Jude
24. Still Breathing
25. Forever Now

Bis:
1. American Idiot
2. Jesus of Suburbia

Bis 2:
1. Ordinary World
2. Good Riddance (Time of Your Life)

## Band di supporto
- Dog Party – tutti i concerti della Fase 1, eccezion fatta per New York[4]
- Jesse Malin – concerto a Webster Hall, New York
- The Interrupters – tutti i concerti della Fase 3[3][4], 5 e 8
- Against Me! – tutti i concerti della Fase 4
- Rancid – tutti i concerti della Fase 6
- Catfish and the Bottlemen – tutti i concerti della Fase 7, eccezion fatta per New York